# Бурденски, Дитер
Ди́тер Бурде́нски (нем. Dieter Burdenski; 26 ноября 1950, Бремен — 9 октября 2024, Бремен) — немецкий футболист, выступавший на позиции вратаря.

## Карьера

### Клубная
С 1962 по 1966 год Дитер Бурденски находился в академии «Хорст-Эмшер». Следующим его клубом был гельзенкирхенский «Шальке 04», где он успел три года побыть в молодёжной команде. В 1969 году Бурденски был переведён в первую команду. В сезоне 1970/71 Бурденски провёл три матча за «Шальке 04». В числе этих трёх игр был матч 17 апреля 1971 года между «Шальке 04» и билефельдской «Арминией», который впоследствии стал одним из эпизодов скандала с договорными играми в сезоне 1970/71. Поднявшаяся скандальная шумиха отрицательно сказалась на карьере Бурденски. Он перешёл в «Арминию», за которую играл на протяжении сезона 1971/72, пока «Арминия» не была наказана и отправлена во Вторую Бундеслигу.
В 1972 году Бурденски перешёл в бременский «Вердер». С 1973 года с уходом Гюнтера Бернара Дитер Бурденски надолго стал основным вратарём команды. Сыграв всего три матча в сезоне 1987/88 и имея к тому времени в активе 478 матчей в Бундеслиге, в 1988 году Бурденски покинул «Вердер» и отправился в шведский АИК. В бременской части его карьеры был любопытный случай — в сентябре 1979 года Бурденски забил гол с пенальти «Штутгарту». Бурденски провёл всего один матч за АИК и в 1990 году присоединился к голландскому «Витессу».
В 1997 году Бурденски был назначен тренером вратарей «Вердера» до 2005 года. 23 февраля 2002 года 51-летний Дитер Бурденски сыграл матч за «Вердер II» в Третьей лиге Германии. В том матче «Вердер II» проиграл «Кемницеру» 1:3.
С не самым лучшим для вратаря ростом, 181 см, Бурденски обладал великолепной прыгучестью и реакцией. Бурденски также известен своими лидерскими качествами. Он много раз был капитаном «Вердера».

### В сборной
В качестве дублёра основного вратаря немецкой сборной Зеппа Майера Хельмут Шён выбрал именно Дитера Бурденски. Бурденски дебютировал за сборную в 1977 году в товарищеском матче между сборными Уругвая и Германии, проходившем в Монтевидео. Бурденски был взят в Аргентину на чемпионат мира 1978 года, где не сыграл ни одного матча. Также он поехал на чемпионат Европы 1984, где тоже весь турнир просидел на скамейке. Последний матч за сборную Дитер Бурденски провёл 22 мая 1984 года. В товарищеском матче в Цюрихе немцы встречались со сборной Италии и выиграли со счётом 1:0.

### Смерть
Умер в Бремене 9 октября 2024 года в возрасте 73 лет.